# گردنه سبزک
گردنه سبزک (انگلیسی: Sabzak Pass) یک گردنه کوهستانی در افغانستان است. این گردنه در رشته کوه هندوکش، شمال هرات و جنوب ولایت بادغیس واقع شده‌است و از سطح دریا ۲۵۱۷ متر ارتفاع دارد.
بزرگراه جاده باران که هرات و قلعه نو را به هم متصل می‌کند، از طریق گذرگاه سبزک عبور می‌کند. جاده بین دو شهر، موسوم به «جاده لاپیس» ۱۵۷ کیلومتر طول دارد. جاده در وضعیت نامناسبی قرار دارد و در بیشتر مسیرها آسفالته نیست و جاده‌ای پر پیچ و خم از کنار تنگه عبور می‌کند.
جمهوری اسلامی افغانستان این جاده را بر روی گردنه حفظ و آسفالت کرد و حدود۱۲۰۰ سرباز افغان از آن در برابر طالبان محافظت کردند. وقتی آن دولت سقوط کرد، این حفاظت پایان یافت. در این گردنه نجیب الله باستانی یک مسافرخانه در گردنه دارد، هتل سید آباد، که به عنوان راه نجات برای مسافران عمل می‌کند.